# Tsushima (provincia)

Mappa delle province giapponesi con la provincia di Tsushima evidenziata

Tsushima (対馬国?, Tsushima no kuni) fu una delle province del Giappone nell'area che corrisponde all'isola di Tsushima, nell'odierna prefettura di Nagasaki.